# NTFS
Pour les articles homonymes, voir NTFS (homonymie).
NTFS (de l'anglais New Technology File System) est un système de fichiers développé par Microsoft Corporation pour sa famille de systèmes d'exploitation Windows NT, à partir de Windows NT 3.1, Windows 2000 et utilisé depuis par tous leurs successeurs (XP, Server 2003, 7, etc.).
NTFS est le successeur du système de fichiers FAT comme système de fichiers de prédilection des systèmes d'exploitation Microsoft Windows antérieurs. NTFS dispose de nombreuses améliorations techniques par rapport à la FAT et au HPFS (High Performance File System), comme un support amélioré des métadonnées, et l'utilisation de structures de données avancées pour améliorer les performances, la fiabilité et l'utilisation de l'espace disque, ainsi que des extensions supplémentaires, telles que la liste de contrôle d'accès (ACL) et la journalisation du système de fichiers.

## Histoire
Dans le milieu des années 1980 Microsoft et IBM ont formé un projet conjoint visant à créer la prochaine génération de système d'exploitation graphique. Il en résulta OS/2, mais Microsoft et IBM, en désaccord sur de nombreux points, se sont finalement séparés. OS/2 est resté un projet d'IBM. Microsoft a commencé à travailler sur Windows NT. Le système de fichiers de OS/2, HPFS, comportait de nombreuses nouvelles fonctionnalités importantes. Lors de la création de son nouveau système d'exploitation, Microsoft a emprunté beaucoup de ces concepts pour NTFS. Probablement en raison de cette origine commune, NTFS et HPFS partagent le même code d'identification de type de partitionnement de disque (07). Partager un identifiant est inhabituel, car il y avait des dizaines de codes disponibles, et d'autres systèmes de fichiers importants ont leur propre code. FAT en a plus de neuf (un pour chacune des FAT12, FAT16, FAT32, etc.). Des algorithmes permettant d'identifier le système de fichiers dans un type de partition 07 doivent effectuer des contrôles supplémentaires. Il est également clair que NTFS doit une partie de sa conception architecturale à Files-11 utilisé par VMS. Cela est sûrement dû au fait que Dave Cutler fut le chef principal des Windows NT et VMS à la fois.

## Versions
Le format sur disque de NTFS a cinq versions publiées :
- v1.0 avec Windows NT 3.1, publiée mi-1993 ;
- v1.1 avec Windows NT 3.5, publiée en automne 1994 ;
- v1.2 avec Windows NT 3.51 (mi-1995) et Windows NT 4.0 (mi-1996) (parfois dénommé « NTFS 4.0 » parce que la version du pilote du système de fichiers est la 4.0) ;
- v3.0 à partir de Windows 2000 (« NTFS v5.0 » ou « NTFS5 »)[3] ;
- v3.1 à partir de Windows XP (automne 2001 ; « NTFS v5.1 »).

## NTFS sous GNU/linux
NTFS est peu documenté, à dessein selon certains, car, pour cette raison, et aussi du fait que l'on n'avait pas pu réaliser de rétroconception complète à son sujet, les pilotes GNU/Linux n'y donnaient accès qu'en lecture et partiellement en écriture jusqu'à l'arrivée du pilote libre NTFS-3G. Celui-ci n'est pas complet, mais permet des lectures/écritures sur du NTFS.
Historique des pilotes (pour permettre l'accès et l'écriture sur des partitions NTFS non compressées) :
- Le premier pilote Linux est un module de noyau nommé NTFS qui ne permet que la lecture et l'écriture en mode remplacement seulement (considéré comme stable depuis le noyau 2.6.15), mais ni la création, ni la suppression de fichiers. Ce pilote est désormais bloqué par défaut par la plupart des distributions Linux, ce pilote n'étant plus considéré comme activement maintenu.
- Le deuxième pilote est un pilote de type fuse nommé Captive NTFS. Il est beaucoup plus lent, mais permet la lecture et l'écriture de manière plus sûre pour la partition. Il s'agit techniquement d'une encapsulation de la DLL Windows. Ce pilote est connu pour de gros bugs, comme des plantages sur l'écriture de gros fichiers. Ce pilote est lui aussi déprécié à la suite de l'arrivée de NTFS-3G.
- La société Paragon  offre des solutions commerciales de pilotes de noyau NTFS pour les systèmes *nix (Linux, MacOS), supportant notamment la journalisation.
- La société Tuxera (en)  offre aussi des solutions commerciales.
- Le pilote libre NTFS-3G, en version stable 1.0 depuis le 21 février 2007, permet une écriture fiable et la création de fichiers sur les partitions NTFS. Toutefois, NTFS-3G n'est pas un pilote de noyau, il s'agit d'un pilote fuse. À ce titre, même s'il a atteint un bon degré de fiabilité au point de devenir la solution par défaut dans les distributions, comme tout pilote fuse, il souffre de lenteurs, de certaines restrictions inhérentes au système fuse. Il permet de rejouer le journal NTFS, mais ne supporte pas de réelle journalisation qui est un des grands intérêts de NTFS. Il n'offre donc pas encore toute la sécurité et la vélocité de certaines solutions commerciales.
- La société Paragon a annoncé vouloir développer des pilotes de noyau libre, compatible avec la licence GNU/Linux (à ce titre distincte de son offre commerciale), en remplacement du vieux pilote de module susmentionné. Ces travaux ont été soumis aux équipes de développement du noyau, Paragon s'engageant à en effectuer le suivi et le développement. Courant 2021, ce pilote a été officiellement intégré dans le noyau Linux 5.15 sous le nom de module NTFS3 afin de le distinguer du précédent[4]. Ce pilote supporte la lecture, l'écriture, il est capable, comme NTFS-3G de rejouer le journal. En tant que pilote de noyau, Il est nettement plus rapide que fuse NTFS-3G, et implémente plus de fonctionnalités. Ce pilote devrait rapidement éclipser NTFS-3G dès lors que le noyau 5.15 se diffusera dans les distributions Linux les plus courantes. À ce jour, il ne supporte pas encore la pleine journalisation, mais selon la page de référence du noyau Linux, il semble qu'il soit prévu de développer une journalisation à travers le "Journal Block Device" (JBD) (se référer à la "todo list"). Lorsque cette journalisation sera implémentée, le système NTFS pourra être utilisé sous des environnements Linux libres dans des contextes plus intensifs, avec un niveau de sécurité très satisfaisant qui s'approchera d'un comportement natif sous Microsoft Windows.

## Réparation spontanée
Les corruptions de données augmentant proportionnellement au volume des données, il devenait trop long et fréquent de lancer manuellement des réparations du système de fichier (chkdsk).
C'est pourquoi Microsoft a implémenté la réparation spontanée NTFS sur tous ses systèmes d'exploitation depuis Windows Server 2008.

## Taille de bloc
La taille des blocs (cluster) d'un volume NTFS est définie lors du formatage (entre 512 octets et 64 kilooctets).
Si l'utilisateur ne précise pas la taille de bloc demandée, la valeur par défaut est en fonction de la taille du volume :
| Taille du volume | Taille de bloc |
| ---------------- | -------------- |
| 7 Mo - 512 Mo    | 512 octets     |
| 512 - 1024 Mo    | 1 Ko           |
| 1024 Mo - 2 Go   | 2 Ko           |
| 2 Go - 2 To      | 4 Ko           |